# Leon Balogun
Leon-Aderemi Balogun (Berlim, 28 de junho de 1988) é um futebolista profissional teuto-nigeriano que atua como defensor. Atualmente, joga pelo Aris Limassol.

## Carreira
Leon Balogun começou a carreira no Türkiyemspor Berlin.

## Seleção
Balogun representou a Seleção Nigeriana de Futebol na Copa do Mundo de 2018, na Rússia.